# Filetare
Filetarea este un procedeu de creare a unui filet sub forma unui canal elicoidal dispus pe o suprafață cilindrică exterioară sau interioară - obținând filete cilindrice sau sub forma unei suprafețe elicoidale conice, generate pe o suprafață conică exterioară sau interioară - obținând filete conice. Procedeele de filetare pot fi: a) filetare prin așchiere; b) filetare prin deformare plastică la rece (rularea filetelor).

## Filetarea prin așchiere
Există o diversitate de procedee de prelucrare a filetelor prin așchiere: filetarea cu cuțit pe strung, frezarea filetelor, filetarea în vârtej, filetarea cu tarod, filetarea cu filieră, rectificarea filetului. Factorii determinanți pentru selectarea procedeului de filetare sunt, în special, dimensiunile, forma și materialul piesei, natura filetului (exterior sau interior, cilindric sau conic etc.), utilajul disponibil, productivitatea, precizia și rugozitatea necesare.
La filetarea prin așchiere, filetul este generat prin deplasarea generatoarei având forma profilului filetului (triunghiular, pătrat, trapezoidal etc.) pe o elice care reprezintă directoarea. În funcție de modul de generare a directoarei elicoidale cilindrice există două grupe de variante de filetare: a) generarea cu directoare cinematică, care se realizează prin efectuarea simultană a unei mișcări de rotație a piesei de filetat cu o mișcare de translație a sculei (sau a piesei), cu condiția ca la o rotație a piesei cu 360o scula să înainteze cu pasul elicei; b) generarea cu directoare materializată pe partea așchietoare a sculei, care se realizează prin folosirea unor scule pe care este materializată atât directoarea cât și generatoarea, de exemplu: tarozi, filiere, capete de filetat.

### Filetarea cu cuțit pe strung
Prelucrarea filetelor cu cuțit pe strung se realizează pe strunguri normale, strunguri semiautomate de filetat sau strunguri automate revolver. La filetarea prin strunjire cu cuțit se folosesc cuțite de filetat monoprofil sau piepteni de filetat. Profilul părții așchietoare a cuțitului trebuie să coincidă cu profilul filetului de executat, respectiv profil triunghiular cu unghiul la vârf de 60o pentru filete metrice, sau cu unghiul la vârf de 55o pentru filete în țoli (Whitworth), profil trapezoidal, profil pătrat, profil rotund etc. Fixarea cuțitului în portcuțitul strungului trebuie să respecte condiția ca axa de simetrie a profilului să fie perpendiculară pe axa piesei, iar muchiile așchietoare ale sculei să fie reglate la înălțimea vârfurilor strungului în planul orizontal care trece prin axa piesei. Dacă nu se respectă aceste condiții, filetul generat rezultă cu erori ale unghiului profilului. Filetarea prin strunjire se execută frecvent pe strunguri CNC, cu cuțit armat cu plăcuță schimbabilă din carburi metalice, profilul cuțitului fiind adaptat după profilul filetului de executat.
Filetarea se realizează în mai multe treceri succesive pe aceeași elice a filetului, până ce se obține înălțimea totală a filetului, iar numărul de treceri depinde de pasul filetului, duritatea materialului piesei și precizia necesară a filetului. După fiecare trecere a cuțitului, acestuia i se imprimă un avans transversal de reglare pozițională.
Filetarea cu cuțite-pieptene de filetat asigură o înaltă productivitate, filetul fiind executat într-o singură trecere. Cuțitele-pieptene se utilizează la filetări pe strunguri revolver și strunguri automate. Un cuțit-pieptene poate fi considerat ca fiind compus din mai multe cuțite normale alăturate. Partea așchietoare este teșită sub un unghi de atac κ = 20...30o, care permite să se repartizeze materialul de așchiat pe dinții de atac, fiind necesară o singură trecere de filetare. De obicei, lățimea cuțitului-pieptene este de minimum 6 pași ai filetului. Partea de calibrare a cuțitului are dinți cu înălțime completă, cu rolul de a calibra filetul așchiat.

### Filetarea cu filiera
La prelucrarea filetelor exterioare cu filiera este reprodusă înșurubarea piuliței pe șurub. Filiera este o sculă așchietoare asemănătoare unei piulițe, însă este prevăzută cu găuri paralele cu axa sa, necesare pentru apariția dinților așchietori și pentru evacuarea așchiilor. Filierele se execută rotunde, pătrate sau hexagonale, precum și sub forma de filiere tubulare, utilizate pe mașini automate. Filierele hexagonale și cele pătrate se folosesc la operațiile de filetare care se fac la montaj, pentru a putea fi rotite cu cheia fixă. În vederea filetării manuale, filiera se montează într-un suport denumit portfilieră, în care se fixează cu șuruburi pe direcție radială. La filetarea manuală cu filiera pe strung, filiera se montează într-o clupă ca la lăcătușerie, ținându-se în mână și apăsând cu pinola păpușii mobile pe piesa de filetat rotativă prinsă în mandrina universală, până la filetarea primelor spire, apoi se sprijină pe suportul portcuțit. Filetul se execută complet dintr-o singură trecere.
Dezavantajul principal al filetării cu filiera constă în necesitatea deșurubării filierei, ceea ce mărește timpul de filetare, micșorează productivitatea, de asemenea înrăutățește calitatea filetului. Un alt dezavantaj constă în regimul de așchiere scăzut: la filetarea mecanică vitezele de aschiere nu depășesc 3...4 m/min pentru filetarea oțelurilor.
În fabricația de serie, filierele se folosesc la filetarea pe strunguri revolver semiautomate sau automate.
Filierele tubulare sunt filiere speciale utilizate pe mașini-unelte automate, oferind condiții mai bune pentru eliminarea mai ușoară a așchiilor, deoarece sunt prevăzute cu canale deschise de evacuare a așchiilor. În plus, aceste filiere oferă posibilitatea reglării la dimensiunea filetului de executat, după o anumită uzură, cu ajutorul unui inel de strângere.

### Filetarea cu capete de filetat
Pentru prelucrarea filetelor exterioare la piesele de serie mare se folosesc capete de filetat, care asigură o productivitate mare a filetării. Constructiv, capetele de filetat constă din 4 cuțite-pieptene de filetat, reglate la diametrul filetului. La sfârșitul cursei de lucru, cuțitele-pieptene se retrag în direcție radială, deschizându-se cu o mărime suficientă pentru ca pieptenii să se retragă din piesa de filetat și în continuare, are loc retragerea capului de filetat pe direcție axială.
În funcție de tipul cuțitelor-pieptene de filetat se deosebesc următoarele categorii de capete de filetat: a) cu cuțite-pieptene radiale; b) cu cuțite pieptene tangențiale; c) cu cuțite-pieptene disc. Filetarea cu capete de filetat se poate efectua pe strunguri revolver și strunguri automate, mașini de găurit, precum și pe mașini speciale de filetat șuruburi. Productivitatea filetării cu capete de filetare este net superioară față de filetarea cu filieră, pentru că permite viteze de așchiere relativ mari, de 15...20 m/min.

### Filetarea găurilor cu tarod
Filetarea găurilor cu tarod se folosește atât în producția individuală (filetare manuală), cât și la producția de serie mare și de masă (filetarea mecanică), pentru execuția filetelor în găuri cu diametre mici (la filetarea mecanică - până la diametre de 50 mm). De obicei, tarodul se rotește și avansează în piesă, însă în unele cazuri piesa se rotește și tarodul avansează (de exemplu, pe strung automat revolver).
Tarodul este o sculă de filetare asemănătoare cu un șurub, prevăzut cu canale longitudinale drepte sau elicoidale, care permit apariția tăișurilor necesare așchierii și totodată evacuarea așchiilor rezultate. Tarodul este prevăzut cu un con de atac care servește la așchiere, urmat de o parte cilindrică cu rolul de conducere a sculei în filetul prelucrat și totodată de calibrare a filetului.
Filetarea manuală se face cu tarozi de mână (joc de trei sau doi tarozi). Jocul de tarozi permite divizarea adaosului de prelucrare, de exemplu, tarodul 1 -pentru degroșare, tarodul 2 -intermediar, tarodul 3 -pentru finisare. La filetarea manuală, tarodul se înșurubează în gaura de filetat cu ajutorul unei clupe în care este fixat.
Filetarea mecanică cu tarod se poate realiza pe diferite categorii de mașini-unelte:
- mașini de găurit; sunt folosite pentru executarea filetelor în piesele care nu sunt corpuri de revoluție sau pentru cazurile în care axa filetului nu coincide cu axa de rotație a piesei;
- mașini de filetat cu arborele principal vertical sau orizontal, monoax sau multiax;
- mașini automate de filetat piulițe;
- mașini de transfer sau multifuncționale care execută succesiv fazele de găurire, lărgire, teșire, filetare.

La filetarea mecanică a găurilor străpunse se pot folosi și tarozi cu zona de atac tip „Gun”, cu spirala înclinată spre stânga care are rolul de a împinge așchiile în direcția de înaintare a sculei pentru a le elimina din gaură, prevenind astfel „aglomerarea” tarodului cu așchii.
La filetarea găurilor pe mașini de găurit, procedeul include următoarele faze: prinderea tarodului într-o mandrină, rotirea simultană cu avansarea mecanică a tarodului, schimbarea sensului de rotație, retragerea mecanică a tarodului. Pentru ieșirea tarodului din filetul executat se pot aplica următoarele variante de lucru: a) folosirea unui tarod căzător (numai pentru găuri străpunse); b) inversarea sensului de rotație a arborelui principal portsculă; c) folosirea unei mandrine speciale porttarod (numită mandrină reversibilă) pentru inversarea sensului de rotație a tarodului, fără schimbarea sensului de rotație a arborelui principal. Mașinile de găurit, precum și strungurile revolver semiautomate și automate sunt prevăzute cu mecanisme pentru inversarea sensului de rotație a arborelui principal.
Pentru filetarea piulițelor la fabricația de serie mare și de masă se folosesc mașini speciale automate de filetat piulițe, la care scula așchietoare este un tarod cu coadă curbă. Tarodul este fix (nerotativ) iar piulițele care se filetează sunt rotite în interiorul unei bucșe rotative, fiind obligate să se deplaseze pe directoarea elicoidală materializată pe tarod. După realizarea filetului, are loc deplasarea piulițelor pe coada tarodului, deoarece în așchiere  intră următoarea piuliță.

### Frezarea filetelor
Frezarea filetelor este un procedeu de filetare foarte productiv, utilizat la producția de serie mare și de masă, care necesită însă mașini-unelte speciale de frezat filete scurte sau respectiv, filete lungi. Se pot freza filete triunghiulare sau trapezoidale, cu excepția filetelor pătrate. Precizia și calitatea flancurilor filetelor frezate este mai scăzută decât la strunjire, de aceea pentru filete precise se prevede finisarea filetului prin rectificare.
Frezarea filetelor pe mașini speciale se poate efectua: a) cu freză disc pentru filet; b) cu freză pieptene.
Frezarea filetelor cu freză disc pentru filet se folosește pentru filete cu lungime mare și filete cu pas mare, de exemplu filetul unui șurub conducător pentru mașini-unelte, filete trapezoidale etc. Pe mașina de frezat  filete lungi, capul de frezat portsculă este înclinat față de axa piesei cu unghiul α al elicei filetului pe diametrul mediu. Piesa de filetat execută o mișcare de rotație lentă, iar freza disc, în afară de mișcarea de rotație, execută și deplasarea longitudinală cu un pas al filetului la o rotație a piesei.
Frezarea filetelor cu freză pieptene se folosește pentru filete scurte, cu pas mic p≤ 6 mm, cu unghiul elicei ≤ 3o și cu lungimea de maximum 100 mm, având în vedere că filetul este frezat deodată pe toată lungimea sa. Arborele portsculă este situat în poziție paralelă cu axa piesei de filetat, însă din această cauză apar abateri de la profilul corect al filetului (care însă sunt neglijabile pentru unghiuri mici ale elicei). Acest procedeu este cea mai rapidă și mai economică variantă de frezare a filetelor.
Freza pieptene, în afară de mișcarea de rotație, execută și o mișcare de avans de pătrundere pe înălțimea filetului, care este imprimată la început pe 1/6 rotații ale piesei, iar filetul este complet prelucrat după efectuarea de către piesă a 7/6 rotații, pentru acoperirea porțiunii de pătrundere a frezei. Deoarece freza nu are dinți elicoidali ci dinți circulari, pentru a se obține elicea filetului pe piesă este necesar ca la o rotație a piesei, deplasarea longitudinală a piesei să fie de un pas (la unele tipuri de mașini, deplasarea axială este realizată de freză). Frezele pieptene pot executa filete până în apropierea unui guler al piesei, precum și filete care ajung până la fundul găurilor înfundate. Pentru filete interioare, diametrul frezei pieptene D= (0,5...0,75)di, di fiind diametrul interior al filetului. La piesele cu dimensiuni mari și formă complicată, care nu se pot roti, filetele scurte se pot freza cu freza pieptene pe mașini de frezat planetare, la care toate mișcările sunt executate de sculă. Freza pieptene, în afară de rotația în jurul axei proprii execută și o mișcare de rotație planetară în jurul axei filetului.
Filetarea în vârtej este un procedeu de frezare a filetelor, caracterizat prin faptul că se utilizează capete de frezat rotative, cu 4...8 cuțite, armate cu plăcuțe din carburi metalice, care permit creșterea vitezei de așchiere până la 200...250 m/min. Procedeul se poate realiza cu capul rotativ, fixat pe căruciorul strungului sau pe mașini speciale de frezat filet lung în vârtej. Capul de filetat, în afară de mișcarea de rotație rapidă, primită de la un electromotor propriu, primește și mișcarea de avans longitudinal, de la căruciorul strungului, corelată cu rotirea piesei, astfel că la o rotație a acesteia, capul de filetat avansează cu pasul filetului. Turația capului rotativ este de 1000...3000 rot/min, în timp ce turația piesei este redusă, fiind 10...30 rot/min. Capul de filetat este înclinat la unghiul α, egal cu unghiul elicei filetului pe diametrul mediu. Deoarece la un moment dat în așchiere se află un singur cuțit al capului rotativ, care detașează o așchie foarte subțire, forța de așchiere are valori scăzute și de aceea prelucrarea filetului se realizează într-o singură trecere. Se obține astfel o productivitate ridicată, îndeosebi la filete triunghiulare sau trapezoidale lungi, cu pas mediu.

### Rectificarea filetelor
Rectificarea filetelor se aplică pentru obținerea unei precizii ridicate a profilului filetului la tarozi, freze pieptene de filetat, calibre filetate, role pentru rularea filetelor, șuruburi conducătoare pentru strunguri etc. Pentru piese călite care necesită un filet precis, rectificarea filetului este obligatorie, pentru eliminarea deformațiilor apărute la tratamentul termic.
Rectificarea filetului este posibilă și direct pe piesa nefiletată, pentru pasul filetului p≤ 1,5 mm, ceea ce se impune dacă materialul piesei are duritate mare (peste 38...40 HRC) sau este greu prelucrabil prin alte procedee de filetare.
Rectificarea filetelor se poate efectua prin trei procedee: a) rectificarea cu disc abraziv monoprofil (cu profil unic); b) rectificarea cu disc abraziv multiprofil (cu profil multiplu); c) rectificarea fără vârfuri. 
Rectificarea cu disc abraziv monoprofil se aplică la piese cu filet mai lung de 40...60 mm: discul abraziv profilat la forma golului filetului este reglat cu axa înclinată față de axa piesei la unghiul α al elicei pe diametrul mediu al filetului și execută mișcarea principală de rotație cu viteza v = 25...40 m/s; piesa de filetat efectuează mișcarea de rotație lentă cu viteza periferică 10 ...40 m/min, sincronizată cu mișcarea de translație (de avans longitudinal) cu un pas pe rotație, pentru a se genera mișcarea elicoidală. Filetul se rectifică în mai multe treceri. La începutul fiecărei treceri, discul abraziv efectuează o deplasare radială, pentru obținerea adâncimii de așchiere pe trecere. Rectificarea filetelor interioare este posibilă numai la diametre ale găurilor mai mari de 25 mm, pentru a permite intrarea discului în gaura filetată.
Rectificarea cu disc abraziv multiprofil se aplică la piese cu porțiunea filetată mai scurtă de 70 mm, cu pas relativ mic. Discul abraziv efectuează la început avansul transversal de pătrundere până la înălțimea totală a filetului, iar piesa de filetat se rotește lent cu aproximativ 1,5 rotații și totodată, avansează axial cu un pas pe rotație. Discul abraziv este poziționat cu axa paralelă în raport cu axa piesei și are lățimea mai mare cu (2...4)p față de lungimea filetată a piesei. La această poziționare paralelă este posibilă o anumită deformare a profilului filetului de către flancurile profilului discului abraziv, de aceea precizia filetului rectificat este mai redusă în comparație cu primul procedeu. Discul abraziv are canale circulare sau elicoidale, având pasul filetului de executat.
Rectificarea fără vârfuri a filetelor este cea mai productivă metodă și se aplică la fabricația de masă. Procedeul se aseamănă cu rectificarea fără vârfuri a suprafețelor cilindrice. Piesa de filetat nu trebuie să prezinte gulere sau trepte care ar împiedica trecerea sa printre cele două discuri abrazive. Piesa în rotație, antrenată de discul abraziv conducător, efectuează mișcarea de avans longitudinal printre discuri; procedeul descris constituie rectificarea fără vârfuri cu avans longitudinal. Pentru piesele filetate prevăzute cu un guler, un cap sau piese cu unul sau mai multe diametre mai mari decât diametrul filetului se poate aplica rectificarea fără vârfuri cu avans transversal. Întreaga lungime a filetului este rectificată complet în aproximativ trei rotații ale piesei, pentru a rectifica filetul pe înălțimea totală.

## Rularea filetelor
Rularea filetelor este un procedeu de generare a filetelor cilindrice sau conice prin deformare plastică la rece. Procedeul de rulare a fost brevetat prima dată în Anglia.
Profilul filetului se obține prin imprimare prin presare a profilului sculelor de rulare în materialul piesei care se rostogolește între bacurile sau rolele pentru rulare. Avantajele rulării față de procedeele de așchiere sunt următoarele:
- productivitatea este mult mai ridicată decât la generarea filetelor prin așchiere;
- filetele rulate au proprietăți mecanice superioare. Deformarea plastică la rece, realizată prin rulare, produce o ecruisare a filetului cu creșterea de până la 10% a rezistenței la rupere. Filetele rulate au o rezistență mărită la forfecare, deoarece fibrajul materialului este continuu, nefiind întrerupt ca în cazul așchierii;
- rezistența la oboseală se mărește de până la 10 ori, datorită prezenței tensiunilor de compresiune, induse în timpul rulării, în stratul superficial.
- datorită durității mărite și rugozității reduse a flancurilor filetului, caracteristicile de rezistență la uzură sunt superioare.

Ca dezavantaj al rulării se menționează costul ridicat al sculelor: bacuri, role. Generarea filetulu prin rulare este posibilă dacă materialul piesei are o bună capacitate de rulare, caracterizată în principal prin valori ale alungirii la rupere de 8...24% și oi duritate HRC ≤35...40. Rularea filetelor se poate aplica pentru piese din oțeluri carbon și oțeluri aliate, aliaje de aluminiu, aliaje de cupru, alamă, bronz fosforos etc.
Rularea filetelor se execută pe mașini speciale prin următoarele patru procedee: a) cu bacuri plane; b) cu 2 role cilindrice; c) cu 3 role clindrice; d) prin rulare planetară.
Rularea cu bacuri plane are loc prin rostogolirea piesei între două bacuri de filetat, unul fiind staționar și celălalt mobil având o mișcare de translație în ambele sensuri. Pe fețele active ale bacurilor sunt executate canale cu pasul, profilul și unghiul de înclinare al filetului de realizat. Numărul preferat de rotații ale piesei între bacuri variază de la 5 până la 10. Prin acest procedeu de rulare cu bacuri se execută șuruburi, buloane etc. la producția de masă.
Rularea cu 2 role cilindrice. Se utilizează două role cu același diametru, pe periferia cărora există un filet cu mai multe începuturi, astfel ca pasul filetului rolelor să fie egal cu k.p, unde p este pasul filetului piesei iar k este numărul de începuturi. Piesele de filetat sunt așezate pe o riglă-suport. Rolele se rotesc în același sens, cu aceeași turație, iar piesa - în sens contrar. Una dintre role execută mișcarea de avans radial pentru a imprima forma filetului în piesă. Lățimea rolelor trebuie să fie egală cu lungimea filetului. Pentru piesele cu filet pe dreapta, rolele au filet pe stânga și invers. Filetele lungi pot fi rulate pe mașini cu 2 role prin metoda avansului axial.
Rolele au în acest caz caneluri circulare, iar axele rolelor sunt încrucișate sub un unghi egal cu unghiul elicei filetului de executat.
Rularea cu 3 role cilindrice se caracterizează prin faptul că avansul radial pe înălțimea filetului este executat simultan de cele 3 role. Centrarea piesei de filetat se face de către role, deci nu este necesar nici un fel de suport al piesei.
Rularea planetară. Mașinile pentru rularea planetară sunt echipate cu o rolă cilindrică ce se rotește în jurul unei axe fixe și unul sau mai multe segmente filetate concave fixe, poziționate la o distanță determinată (în funcție de diametrul filetului de executat) față de periferia rolei cilindrice. Procedeul se folosește la producția de masă.